# 崔瑟琪

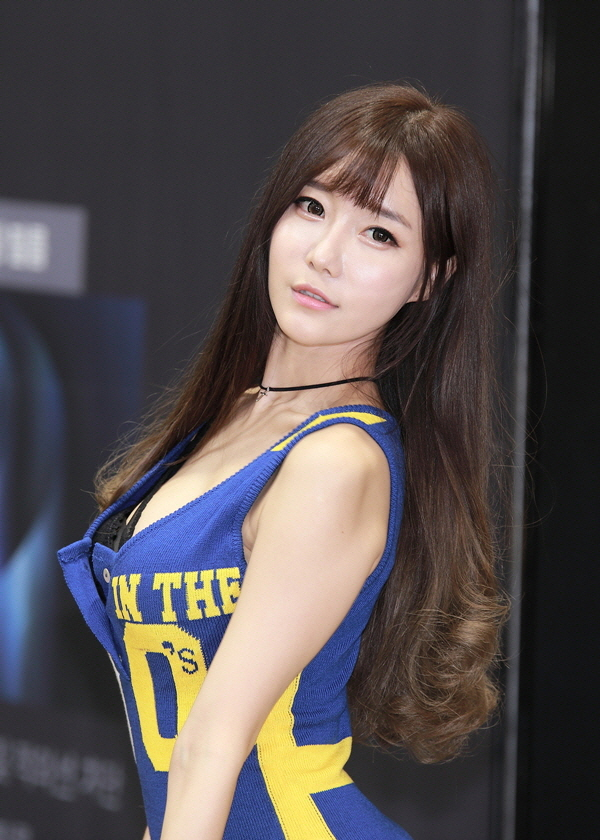
2016年首爾汽車沙龍

崔瑟琪（英語：Choi Seul-Ki，1987年2月13日—），大韩民国出生，是當地著名的MMA和賽車模特，也是一位Cosplayer、前K-pop歌手，曾引起華人熱話。

## 簡介
崔瑟琪這漢名主要針對中文市場翻譯來的，網上也譯她作「崔涩琪」。
由於她模特表現自然，加上身材比例，宣傳導致她知名度高。曾有新聞報導過中國拳王張展鵬與她的關係，指他們曾被目擊一起牽手逛街和燭光晚餐。張立鵬聲稱跟崔瑟琪拍拖，並且在活動上親密合照，當時網友興奮高呼這些機會終於到中國友啦。當二人「分手」時，中國大陸人反應激烈。
2022年初，韓國媒體宣布她要結婚。

## 模特生涯

### 出道經歷
崔瑟琪大學時，準備當空姐，透過朋友李智宇的介紹認識了這份工作，約2007年時出道。現在她在韓國有「甜心女孩」之稱，外表像童顏美女張娜拉，但卻擁有36D的胸，是韓國車模界的「童顏巨乳」。
崔瑟琪在2009年加入了由男星柳時元經營的EXR Team106車隊，擔任車模；同期又增加了女子團體PINKGIRLS，負責表演和拍攝工作，並參與了多個廣告和活動。同年11月19號時，她公開了於2009年5月在印尼巴厘島拍攝的個人寫真「Dee」，可愛臉蛋加上豐滿身材吸引了廣大男性粉絲的目光。在巴厘島進行寫真拍攝時，她換穿過百套內衣、比基尼，展現她的身材。
2010年，她出現在XTM（現在的XtvN）節目《極限生存賽車女王》。他在最終的四強入選並晉級決賽，但在得第三名。
2012年，她用藝名「Nara」作為女子團體Ratey成員出道，但很快就退出，Ratey也隨之解散。她說，對賽車模特的渴望促使她做回模特工作。
2013年在釜山Gstar遊戲展，崔瑟琪受邀穿著低胸服裝辣扮《DOTA2》遊戲中的英雄角色「火女莉娜」。媒體報道讓全球《DOTA2》男玩家大飽眼福，崔瑟琪上熱搜。
2014年12月，崔被FX有線電視台選為最新FX GIRL人選，拍攝了一組大尺度的性感寫真，《FX Girl》畫報。
2015年7月，崔加入《鬥魚 TV》成為簽約女主播。 2016年9月加入《虎牙 TV》成為簽約女主播。
2016年年中左右，網路上如《YouTube》發報她許多賽車模特工作時片段，片段甚至經轉載到中國網站，她也有用《AfreecaTV》播片。截至2019年，他重有用《BIGO LIVE》播片。 《Pandalive》也短暫有他的頻道，之後因故停播了。 2020年4月23號，針對Vlog而自設官方YouTube頻道。
他作為嘉賓出現在《天才：遊戲法則》第11集。他一出現，李相民和洪鎮浩，還有工作人員的注意力，都被集中到了一起。

### 賽車模特
- 在2009年至2011年期間，EXR106隊獨家
- 2013年EXR106隊獨家發售
- 2013CJHelloVision超級賽冠軍賽

### 活動模特
- 2008年 韓國調音節目Sujiki攤位姿勢
- 2011年 首爾車展福特姿勢
- 2013年 首爾車展雪佛蘭姿勢 奧利姆汽車班加里新車發佈會姿勢 首爾汽車沙龍糖韓國姿勢
- 2014年 首爾汽車沙龍康西斯姿勢
- 2015年 首爾國際攝影及影片設備博覽會上嘅Tamron攤位擺姿勢 首爾車展福特姿勢 嘅G明星姿勢
- 2018年 首爾汽車沙龍天照姿勢

### RoadFC

#### 2014年
- Road FC 015
- Road FC 016
- Road FC 018
- Road FC 019
- Road FC 020

#### 2015年
- Road FC 024: In Japan
- Road FC 025
- Road FC 026
- Road FC 027: In China

#### 2016年
- Road FC 028
- Road FC 029
- Road FC 030: In China
- Road FC 031
- Road FC 032
- Road FC 034
- Road FC 035

#### 2017年
- Road FC 038
- Road FC 039
- Road FC 040
- Road FC 041
- Road FC 042 x 충주세계무술축제
- Road FC 043
- Road FC 044
- Road FC 045 x Road FC XX

#### 2018年
- Road FC 046
- Road FC 047
- Road FC 048

## 其他工作

### 歌手
- 2012年5人女子組合「Laty」成員（以藝名「奈良」活躍）

### 義工
- 2016年路FC煤粒分享義工活動

## 獎項
- 韓國賽車模特兒大獎
  - 2013年 第2屆韓國賽車模特兒大賞賽車運動年度最佳模特兒獎
  - 2014年 第3屆韓國賽車模特兒大賞最受歡迎模特兒獎
  - 2015年 第4屆韓國賽車模特兒大賞最佳廣播藝人獎

## 外部網站
- 최슬기 네이버 인물 （页面存档备份，存于）
- 崔瑟琪的X（前Twitter）
- 崔瑟琪的Facebook專頁
- 崔瑟琪的Instagram帳戶